# Arménský patriarchát jeruzalémský

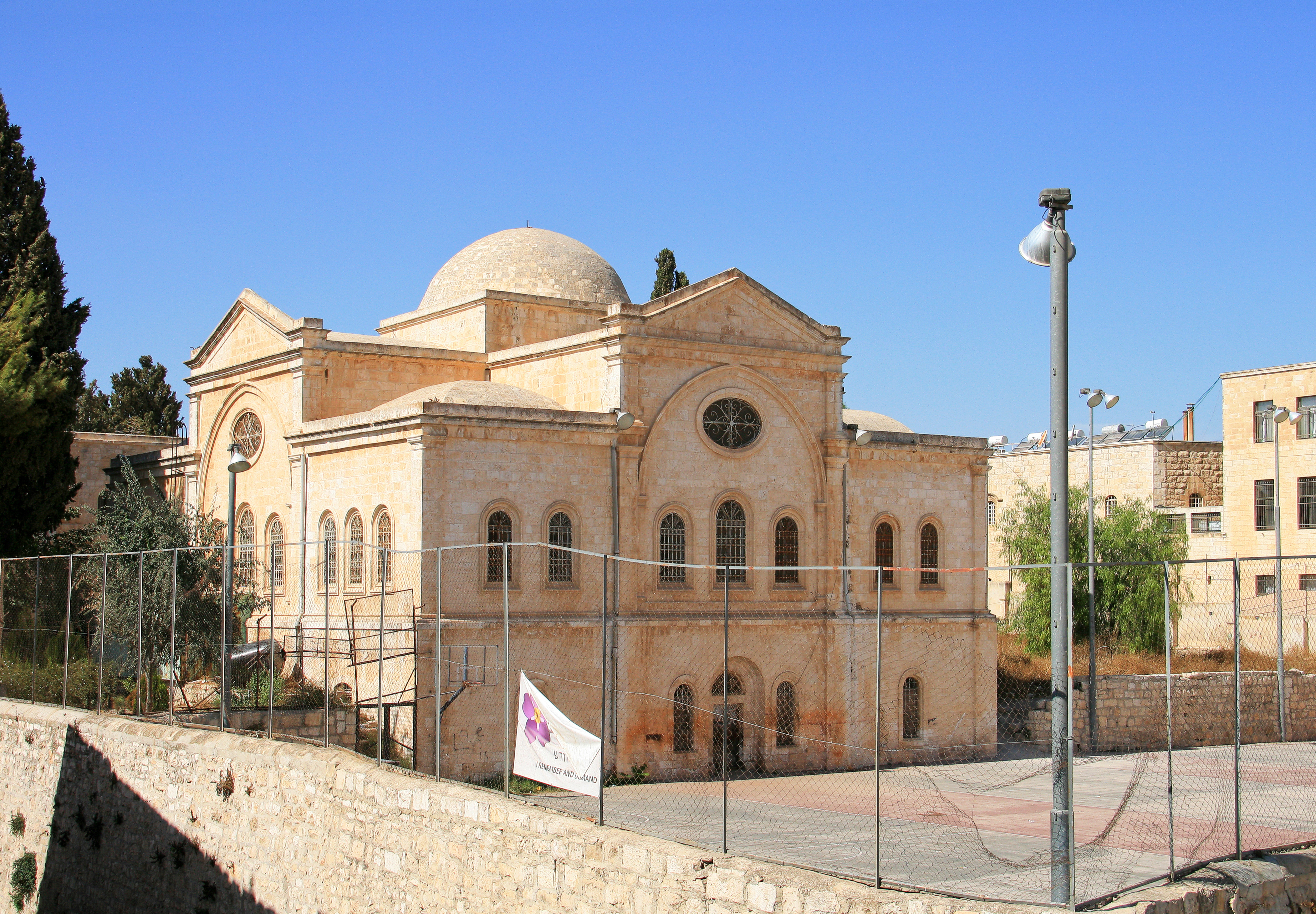
Chrám svatých archandělů v Jeruzalémě (za ním Arménské muzeum)

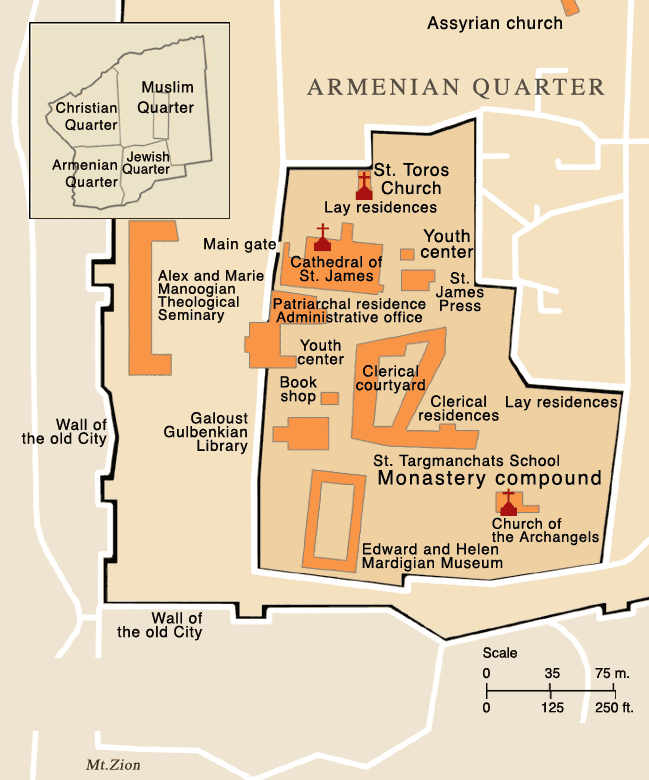
Plánek Arménské čtvrti v Jeruzalémě

Arménský patriarchát jeruzalémský, známý také jako Arménský patriarchát svatého Jakuba (arménsky: Առաքելական Աթոռ Սրբոց Յակովբեանց Յերուսաղեմ, Aṙak'yelakan At'voṙ Srboc 'Yakovbeanc' Yerusaġem, doslova "Apoštolské sídlo svatého Jakuba v Jeruzalémě") je patriarchální diecéze Arménské apoštolské církve, která byla založena roku 638 a její biskupové od roku 1311 používají titulu patriarcha. 

## Sídla
- Katedrálou je kostel sv. Jakuba v Arménské čtvrti v Jeruzalémě. Současným patriarchou je Nurhan Manougian.
- Klášter Krista Spasitele v Jeruzalémě
- Chrám svatých Archandělů v Jeruzalémě, založený ve 12.-13. století
- Chrám svatého Teodora (San Toros) v Jeruzalémě
- Klášter svatého Mikuláše (Jaffa) v Tel Avivu–Jaffě patří mezi nejstarší činné kláštery tohoto patriarchátu.